# Opera - Med døden i kulissen
|  | Denne artikel er oprettet af botten PalnaBot ud fra en ekstern database. Den kan derfor have sproglige fejl eller mangler. Denne skabelon kan fjernes efter kontrol af indholdet. |

Opera - Med døden i kulissen er en film instrueret af Miki Mistrati, Mads Lund.

## Handling
Filmen afdækker arbejdsforholdene i de kinesiske granithuggerier, hvor A.P. Møller købte stenene til pladsen foran Operaen. Prisen for den kinesiske granit var voldsomt konkurrencedygtig, men arbejderne udsættes for store helbredsrisici - den dødbringende erhvervssygdom stenlunger.